# Glande vestibulaire majeure
Pour les articles homonymes, voir Bartholin.
La glande vestibulaire majeure (ou glande vestibulaire principale), anciennement appelée glande de Bartholin (nouvelle terminologie anatomique),, est une glande paire et l'un des deux types de glandes vestibulaires (avec les glandes vestibulaires mineures). Sur l'illustration, on peut voir l'orifice du canal excréteur d'une glande de Bartholin et d'une glande de Skene. Ils sont appelés respectivement, sur l'illustration, Bartholin's glands et Skene's glands.

## Étymologie
Les glandes vestibulaires majeures furent longtemps nommées "glandes de Bartholin" à partir de l'anatomiste danois Caspar Bartholin le Jeune qui les a décrites au XVIIe siècle. Certaines sources attribuent par erreur leur découverte à son grand-père, l'anatomiste Caspar Bartholin le vieux (1585–1629).

## Anatomie et physiologie
Sur le plan embryologique, les glandes de Bartholin proviennent du sinus urogénital. Elles sont innervées par le nerf pudendal et utilisent l'artère pudendale externe comme source de sang. Elles sont reliées à des canaux situés entre les petites lèvres et le bord de l'hymen qui drainent le mucus dans le vestibule vaginal.
Ovales et mesurant environ 0.5 cm, elles sont situées légèrement en arrière, à gauche et à droite de l'ouverture du vagin, de chaque côté de la vulve, dans sa moitié postérieure et dans l'épaisseur des grandes lèvres. Elles sont partiellement recouvertes par les bulbes vestibulaires, eux-mêmes recouverts par les muscles bulbo-spongieux. Ces glandes sont les homologues féminins des glandes bulbo-urétrales, ou glandes de Cowper.
Les glandes vestibulaires ne fonctionnent qu'entre la puberté et la ménopause. Le canal excréteur de chaque glande mesure 20 mm et s'ouvre par un orifice arrondi à la jonction du tiers moyen et du tiers postérieur du sillon labio-hyménéal. Constituées d’acini bordés d’un épithélium cylindrique, elles excrètent un mucus épais véhiculé par le canal excréteur. Le mucus participe à la lubrification de l’orifice vaginal au même titre que les autres glandes.

## Pathologie

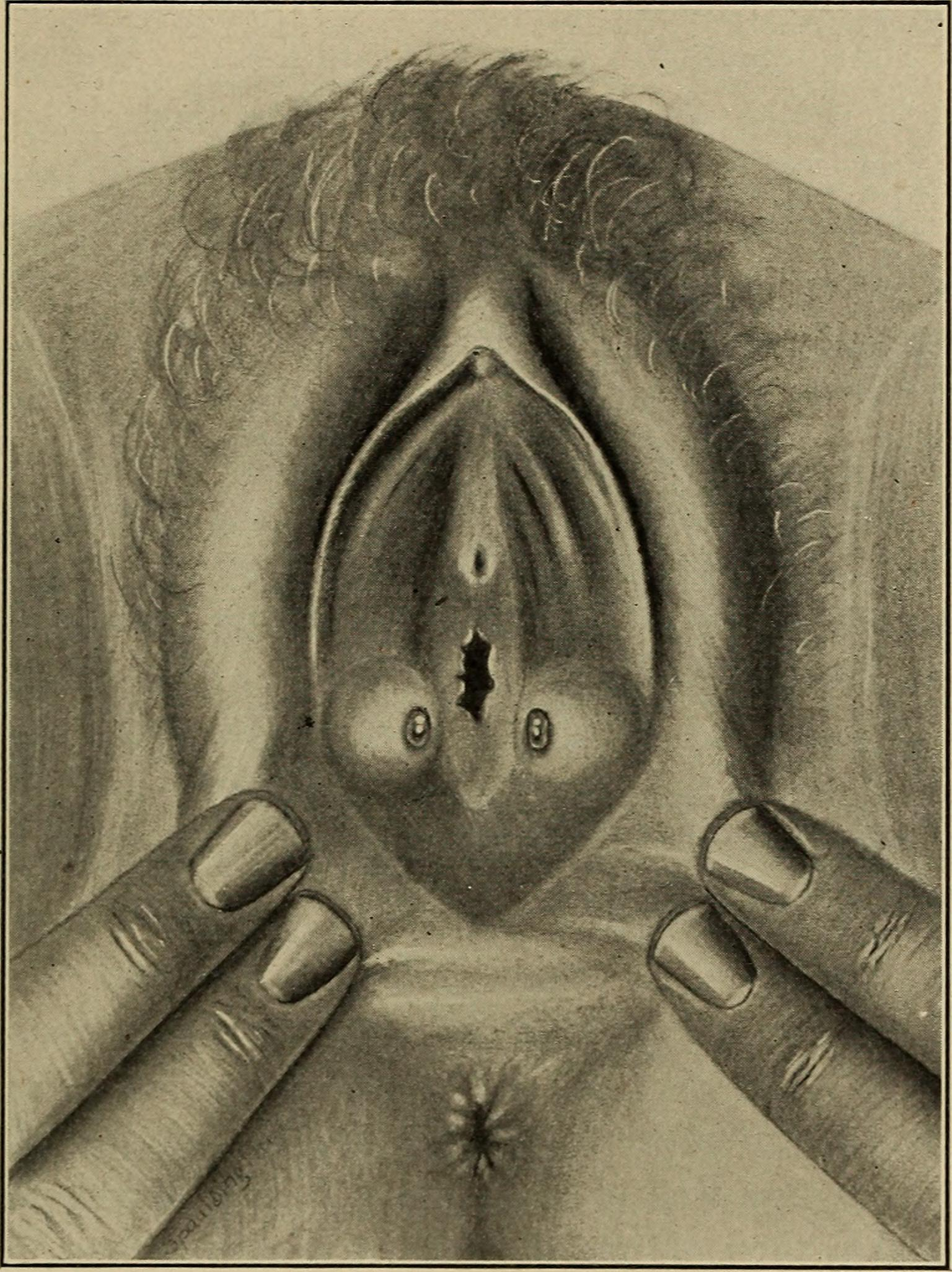
Abcès des conduits des 2 glandes de Bartholin

Lorsque l'orifice du canal glandulaire de Bartholin est obstrué, les glandes produisent une accumulation de mucus. Ceci peut provoquer une inflammation douloureuse. Cette inflammation porte le nom de bartholinite ou kyste de Bartholin. Ce dernier peut à son tour s'infecter et former un abcès. L'adénocarcinome de la glande est rare, les tumeurs généralement bénignes et l'hyperplasie encore plus rares. Le carcinome de la glande de Bartholin est une tumeur maligne rare qui survient dans 1% des cancers vulvaires. Cela peut être dû à la présence de trois types différents de tissu épithélial. L'inflammation des glandes de Skene et de Bartholin peut sembler similaire à la cystocèle.